# Anomodon abbreviatus
Anomodon abbreviatus är en bladmossart som beskrevs av Mitten 1891. Anomodon abbreviatus ingår i släktet baronmossor, och familjen Thuidiaceae. Inga underarter finns listade i Catalogue of Life.